# Desenvolupament de Letònia
Desenvolupament de Letònia (en letó:Latvijas attīstībai) és un partit polític a Letònia d'ideologia liberal. És dirigit actualment per Juris Pūce.

## Història
El partit va ser fundat el 2013 per Einars Repše que havia estat primer ministre de Letònia entre 2002 i 2004 i ministre de Finances entre 2009 i 2010. A nivell internacional el partit és membre del Partit de l'Aliança dels Liberals i Demòcrates per Europa, una agrupació centrista de partits liberals de tot Europa.
El 29 de novembre 2014 Juris Puce va ser escollit nou president i va ser acceptat un nou programa polític. Puce va estudiar a la Facultat de Dret i la Facultat d'Economia i Administració de la Universitat de Letònia. De 2010 a 2013, va ser Secretari d'Estat del Ministeri d'Economia. Anteriorment també va estar de professor en la Universitat de Letònia.
Amb l'adopció del nou programa per al desenvolupament de Letònia, el partit, es defineix clarament com «un partit liberal que aprecia i valora la llibertat individual i la igualtat de tracte davant la llei, sense consideració de nacionalitat, raça, sexe, orientació sexual, religió, o les capacitats físiques i mentals».

## Resultats electorals

### Parlament (Saeima)
| Any  | Vots    | %     | Escons  | +/– |
| ---- | ------- | ----- | ------- | --- |
| 2014 | 8,156   | 0.89  | 0 / 100 |     |
| 2018 | 101,685 | 12.12 | 6 / 100 | 6   |
| 2022 | 45,452  | 4.97  | 0 / 100 | 6   |

### Parlament europeu
| Any  | Vots   | %          | Escons | +/– |
| ---- | ------ | ---------- | ------ | --- |
| 2014 | 9,421  | 2.12 (#8)  | 0 / 8  |     |
| 2019 | 58,763 | 12.49 (#4) | 1 / 8  | 1   |
| 2024 | 48,695 | 9.46 (#3)  | 1 / 9  | =   |